# Maussans
Maussans – miejscowość i gmina we Francji, w regionie Burgundia-Franche-Comté, w departamencie Górna Saona.
Według danych na rok 1990 gminę zamieszkiwało 77 osób, a gęstość zaludnienia wynosiła 20 osób/km² (wśród 1786 gmin Franche-Comté Maussans plasuje się na 666. miejscu pod względem liczby ludności, natomiast pod względem powierzchni na miejscu 896.).